# أغنية الطيور المغردة والثعابين
أغنية الطيور المُغرّدة والثعابين (بالإنجليزية: The Ballad of Songbirds and Snakes)‏؛ رواية ديستوبية للروائية الأمريكية سوزان كولنز، كشفت عنها في 17 يونيو 2019، ولم تكن وقتها قد اختارت لها عناونًا، حيث سمتها مؤقتًا: رواية بانيم غير المعنونة (بالإنجليزية: Untitled Panem Novel)‏. هي عمل متفرع من ثلاثية مباريات الجوع، كما أنها تعد أيضًا بادئة للسلسلة في نفس الوقت، حيث تبدأ أحداث الرواية قبل أربعة وستين سنة من أحداث الثلاثية الأصلية؛ وتكون بداية أحداث هذه الرواية تحديدًا في صباح يوم حصاد الدورة العاشرة لمباريات الجوع. الرواية صادرة عن دار إستلاستيك للنشر في 19 مايو 2020؛ وقد أُطلق الكتاب افتراضيًا في اليوم المقرر لإصداره وذلك بسبب جائحة كورونا، حيث لم تستطع الدار إقامة حفل إطلاق رسمي للرواية على أرض الواقع. كما نُشرت للرواية بالتزامن مع إطلاقها نسخة مسموعة منها أيضًا، بصوت الممثل سانتينو فونتانا. وبخلاف ما أعلن مسبقًا عن أنها ستتكون من 624 صفحة، فقد تكوّنت الرواية في الواقع من 517 صفحة.